# ماكسيم جاس
ماكسيم جاس (بالفرنسية: Maxime Jasse)‏ (4 يناير 1988 بوييوفرانش سور سئون في فرنسا - ) هو لاعب كرة قدم فرنسي في مركز الدفاع. لعب مع نادي أوكسير ونادي ديجون وFC Villefranche Beaujolais ‏.

## وصلات خارجية
- ماكسيم جاس على موقع قاعدة بيانات كرة القدم.إي يو (الإنجليزية)
- ماكسيم جاس على موقع ليكيب (الفرنسية)
- ماكسيم جاس على موقع Soccerway.com (الإنجليزية)